# Glaphyrus caucasicus
Glaphyrus caucasicus là một loài bọ cánh cứng trong họ Glaphyridae. Loài này được Kraatz miêu tả khoa học năm 1882.